# دان کارتر
دان کارتر (انگلیسی: Don Carter؛ زادهٔ ۱۹۳۳) یک سرمایه‌گذار اهل ایالات متحده آمریکا است. او یکی از تأسیس کنندگان تیم دالاس ماوریکس است. وی در سال ۱۹۹۶ سهامش به ارزش ۱۲۵ میلیون دلار را به گروهی سرمایه دار با مدیریت راس پتروت فروخت. کارتر هم‌اکنون سهام ناچیزی از ماوریکس را در اختیار دارد.